# ناحیه کارولتون، شهرستان بون، آرکانزاس
ناحیه کارولتون، شهرستان بون، آرکانزاس (به انگلیسی: Carrollton Township) یک منطقهٔ مسکونی در ایالات متحده آمریکا است که در شهرستان بونی، آرکانزاس واقع شده‌است. ناحیه کارولتون ۸۴۳ نفر جمعیت دارد.